# カマサミ・コング DJスペシャル
『カマサミ・コング DJスペシャル』（カマサミ・コング ディージェイ・スペシャル）は、日本のAORバンドである杉山清貴&オメガトライブの企画アルバムである。

## 解説
1986オメガトライブの3枚目のアルバムで、「海辺をドライブしながらFMラジオを聞いている感覚」で聞いてもらうコンセプトで企画されたセレクションアルバム。後に1986オメガトライブが1987年に、同様の企画で「DJ SPECIAL」を発売した（同企画のアルバムとしては、1980年に発売された山下達郎の「COME ALONG」や、1982年に発売された角松敏生の「Surf Break from Sea Breeze」がある）。
あくまでも「ドライブしながら、カーラジオから流れるオメガトライブの曲を聴いている」というコンセプトのアルバムであるため、ドライブしながらで聞くことが困難であるアナログ盤では発売せず、カセットとCDのみで発売された。またラジオ番組という設定なので、DJによる曲紹介や番組のジングル、さらにリスナーから電話でリクエストを貰う演出なども収録されている。
なおこの疑似番組はハワイ州ワイキキに実在するFM局・KIKIの番組と言う設定で、KIKIの人気DJカマサミ・コングのDJで繋く構成となっている。

## 収録曲
- カセットでは、1-5曲目がA面、6-10曲目がB面となっている。

1. SUMMER SUSPICION （サマー・サスピション[注 1]）
2. LIGHT MORNING （ライト・モーニング）
3. TRANSIT IN SUMMER（トランジット・イン・サマー）
4. MIDNIGHT DOWN TOWN（ミッドナイト・ダウン・タウン）
5. KIMI NO HEART WA MARINE BLUE（君のハートはマリンブルー）
6. SATURDAY'S GENERATION（サタデー・ジェネレーション）
7. RIVER'S ISLAND（リバーズ・アイランド）
8. BECAUSE（ビコーズ）
9. SAIGO NO NIGHT FLIGHT（最後のナイト・フライト）
10. ALONE AGAIN（アローン・アゲイン）

## 杉山清貴&オメガトライブ 35TH ANNIVERSARY オール・シングルス+カマサミ・コング DJスペシャル&モア
『杉山清貴&オメガトライブ 35TH ANNIVERSARY オール・シングルス+カマサミ・コング DJスペシャル&モア』（すぎやまきよたか アンド オメガトライブ サーティーフィフス・アニヴァーサリー オール・シングルズ プラス カマサミ・コング ディージェイ・スペシャル アンド モア）は、日本のAORバンドである杉山清貴&オメガトライブの企画アルバムである。

### 解説
デビュー35周年企画として、3枚組で発売されたアルバム。『カマサミ・コング DJスペシャル』に、発売したシングル曲のA面、B面の曲を全曲と、『カマサミ・コング DJスペシャル』に収録されていない3枚のアルバムからセレクトされた楽曲を収録した2枚組のCDと、これまで再発されたなった映像作品『SINGLE VACATION』を初DVD化し、まとめて3枚組にて収録。
三方背ケース、三面デジパック仕様、オールカラー40P別冊ブックレット付。尚、発売後に巻きオビ及びブックレットに誤植がある事が判明した為、希望者には期間限定で交換に応じた。

#### 収録曲

##### Disc 1『ALL SINGLES＋2』
1. SUMMER SUSPICION
2. 渚のSea-dog
3. ASPHALT LADY
4. A.D.1959
5. 君のハートはマリンブルー
6. 愛を巻き戻して
7. RIVERSIDE HOTEL
8. JOANNA
9. ふたりの夏物語 ―NEVER ENDING SUMMER―
10. FAREWELL CALL
11. サイレンスがいっぱい
12. ROLLING MEMORIES
13. ガラスのPALM TREE
14. LONELY RUNNER
15. ASPHALT LADY
  - シングル曲アルバム・ミックスver.
16. FUTARI NO NATSU MONOGATARI NEVER ENDING SUMMER
  - シングル曲アルバム・ミックスver.

##### Disc 2『カマサミ・コングDJスペシャル＋アルバム・セレクション』

###### カマサミ・コングDJスペシャル
1. SUMMER SUSPICION
2. LIGHT MORNING
3. TRANSIT IN SUMMER
4. MIDNIGHT DOWN TOWN
5. KIMI NO HEART WA MARINE BLUE
6. SATURDAY'S GENERATION
7. RIVER'S ISLAND
8. BECAUSE
9. SAIGO NO NIGHT FLIGHT
10. ALONE AGAIN

###### アルバム・セレクション
1. Misty Night Cruising
2. Stay The Night Forever
3. ROUTE 134
4. THE END OF THE RIVER
5. 夕凪通信
6. 霧のDOWN TOWN
7. FIRST FINALE

##### Disc 3(DVD)『SINGLE VACATION』
1. TRANSIT IN SUMMER
2. TRADE WIND
3. SEXY HALATION
4. SATURDAY'S GENERATION
5. RIVER'S ISLAND
6. MIDNIGHT DOWN TOWN
7. BECAUSE
8. KIMI NO HEART WA MARINE BLUE
9. ALONE AGAIN